# Itzling (Salzburg)

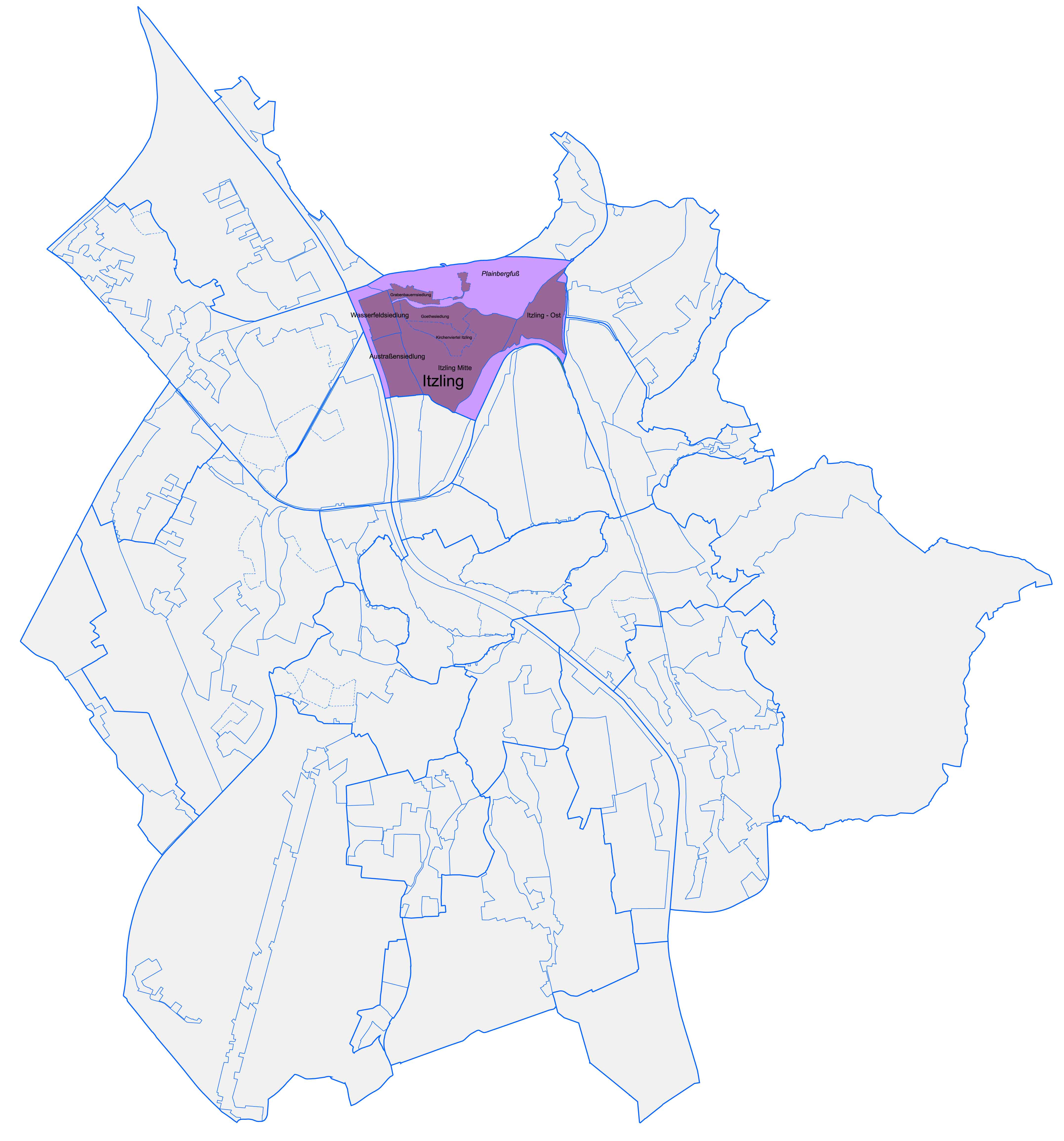
Der Stadtteil Itzling

Itzling ist ein Stadtteil und eine Katastralgemeinde im Norden der Stadt Salzburg in Österreich an der rechten Seite der Salzach.

## Lage

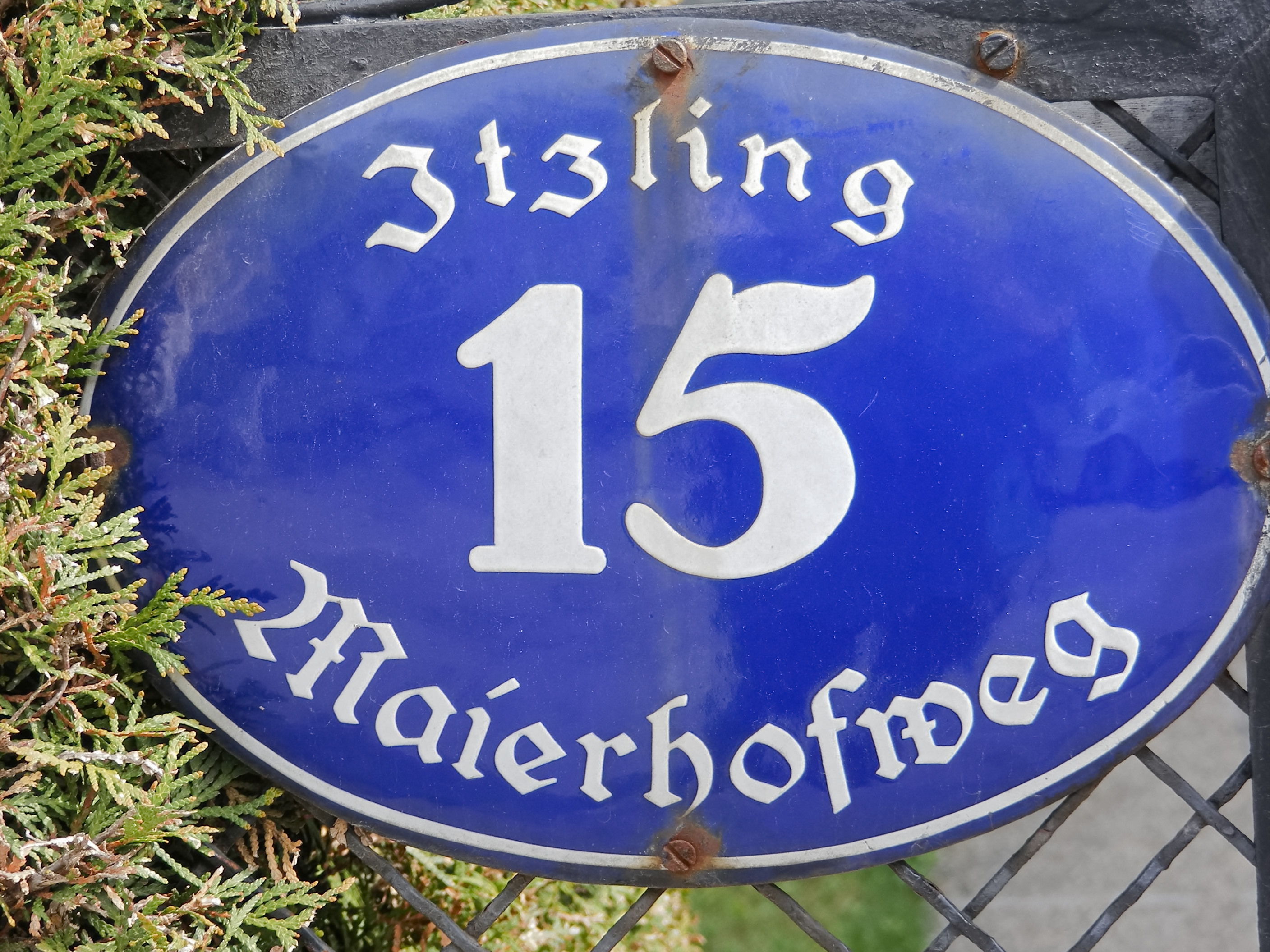
Altes Hausnummernschild im Stadtteil Schallmoos; die Bezeichnung Itzling verweist auf die Lage in der Katastralgemeinde

Der Siedlungsraum des Stadtteils wird im Westen von der Salzach, im Norden von den Abhängen des Plainberges und der Westautobahn (A1), im Osten durch die Westbahn, im Südosten durch die Gleisanlagen des Hauptbahnhofs von Salzburg und im Süden durch die August-Gruber-Straße sowie die Erzherzog-Eugen-Straße begrenzt. Im Stadtteil Itzling leben etwa 9.000 Bewohner.
Die Grenzen der Katastralgemeinde Itzling werden nur im historischen Zusammenhang schlüssig erklärbar. Zur Katastralgemeinde Itzling (deren Grenzen nicht mit denen des Stadtteils identisch sind) zählen auch nördliche Randgebiete des Stadtteils Schallmoos sowie Flächen auf der orografisch linken Seite der Salzach, vor allem das Salzburger Messezentrum nächst der Itzlinger Au (Stadtteil Liefering) und das Wohngebiet südlich davon bis zur Franz-Martin-Straße (Stadtteil Lehen).

## Geschichte
Im Raum Itzling war bereits eine kleine bronzezeitliche Siedlung bekannt. Als Ortsbezeichnung (Uzilinga) geht der Begriff auf die bajuvarische Landnahme zurück und leitet sich von einer Verkleinerungsform von Utto (Udo), U(t)zilo, ab; mit der typischen bajuwarischen Endsilbe -ing wurden Orte als Siedlungsstätte einer Person und seiner Angehörigen bezeichnet. Das einstige Dorf Itzling lag an der damals wenig bedeutsamen Straßenverbindung zwischen Salzburg und Bergheim. Es wird als „Uzilinga“ bereits 790 in der Notitia Arnonis genannt und besaß damals 20 Hufen, teils bewirtschaftet teils unbewirtschaftet.
Anlässlich seiner Ernennung zum Bayernherzog im Jahr 711 schenkte Theodbert, Sohn des Theodo dem Salzburger Bischof den Ort. Da die Hauptverkehrsader nach Norden stets am anderen Ufer der Salzach lag und über Liefering-Rott und das heute auf bayrischer Seite liegende Saaldorf nach Laufen führte, blieb Itzling lange wenig bedeutsam. Der Ort entwickelte sich sehr langsam auf einer Siedlungskante, an die im Westen die Salzach mit ihren breiten Schotterbänken und vielen Nebenarmen anschloss und wo sich zeitweise auch ein schmaler Auwald entwickeln konnte („Caspisau“). Im Osten lag das weite Itzlinger Moos, dessen westlicher Teil Schallmoos hieß (das Wort leitet sich vom „schalen“ Moos her) und dessen östlicher Teil das Langmoos war. Die Häuser von Itzling lagen vermutlich weit verstreut am Rande dieses großflächigen Itzlinger Moores. Im Mittelalter befand sich in der Nähe des heutigen Itzling – möglicherweise am Plainberg – der Landsitz eines ministerialen Ritters.
Wolf Dietrich von Raitenau, der ganz am Rand des Itzlinger Moores mit dem Schloss Altenau (heute Mirabell) die stadtnahe Gegend vor der Stadt erstmals kleinräumig urbar zu machen versuchte, gab diesen moorigen Raum zur Besiedlung frei. Zuvor waren vermutlich im Weiler Itzling (abseits des ritterlichen Landhauses und allenfalls einer Mühle am Alterbach) wohl nur wenige Fischer ansässig. 1552 befanden sich im gesamten Landschaftsraum vor dem Linzertor nur zwölf Häuser, und diese lagen großteils nicht in Itzling, sondern an der damaligen Linzerstraße gegen Gnigl zu beziehungsweise am Kapuzinerberg.
Die ersten Bauerngüter entstanden vermutlich erst nach der Teil-Trockenlegung des Itzlinger Mooses (genauer des westlichsten Teils des Schallmooses) unter Erzbischof Paris von Lodron. Diese Trockenlegung erfolgte 1625–1644 durch die vielen hier stationierten, aber nicht unmittelbar kämpfenden Soldaten. Lodron errichtete dabei auch als schmalen fürsterzbischöflichen Fahrweg den Fürstenweg quer durch das Itzlinger Moos, die heutige Vogelweiderstraße, an dem sich nach und nach Herrenhöfe und zugehörige Meierhöfe ansiedelten, die teils dem Domkapitel, teils den Grafen Lodron, dem Hofurbar oder wenigen Freieigenen Bürgern gehörte.

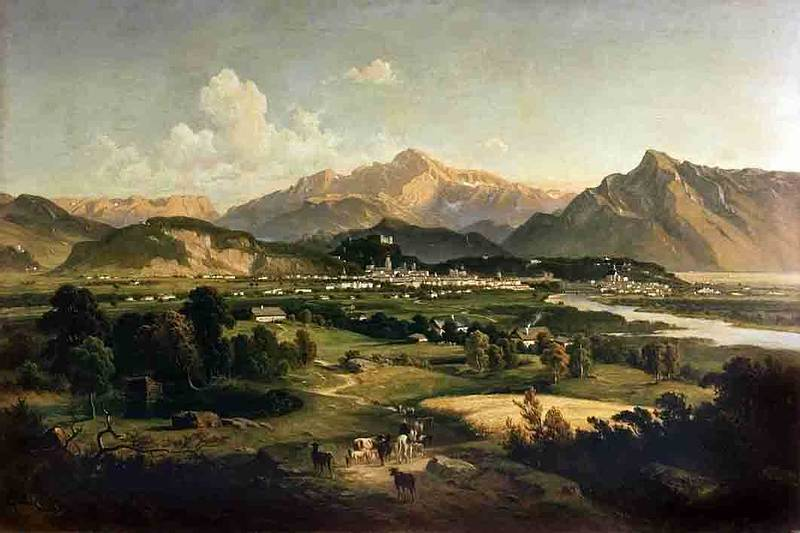
Josef Mayburger: Ansicht der Stadt Salzburg vom Plainberg aus (1881), mit Blick auf den Raum Itzling

Um 1800 war Itzling (historischer Ortskern ohne verstreute Landhäuser) noch ein verschlafener Weiler mit etwa sechs kleinen Bauerngütern, der noch über keine eigene Kirche verfügte. Das einzige aus dieser Zeit erhaltene Haus im Siedlungskern von Itzling ist das einstige Höschmanngut (Itzlinger Hauptstraße 58). Damals befanden sich unweit des Ortes Itzling am Alterbach auch zwei Mühlen, die Graben- und die Kreuzermühle. Im Zuge der Nutzung der bis über 40 m mächtigen Lehmschicht unter dem Torf des Moores für die Ziegelgewinnung entstanden östlich des Ortes Itzling verschiedenste Teiche und Weiher, die fast alle später wieder zugeschüttet wurden.
Vor 1848 war Itzling eine kleine eigenständige Gemeinde. 1848 kam Itzling als Ortsteil zur Gemeinde Gnigl und bildete nach einer Gemeindereform die Doppelgemeinde Gnigl-Itzling. Einen Aufschwung, aber auch einen gleichzeitigen Wandel zum Arbeiter- und Eisenbahnerort erlebte das Dorf durch den Bau der Westbahn (1860), der Giselabahn (1875) und der 1891 eröffneten und 1957 eingestellten Salzkammergut-Lokalbahn (im Volksmund „Ischlerbahn“). Die 1896 erbaute Bahnstrecke Salzburg–Lamprechtshausen verbindet heute die Stadt mit dem umgebenden nördlichen Flachgau, sie wird von der Salzburg AG betrieben und ist in das Netz der S-Bahn Salzburg integriert.

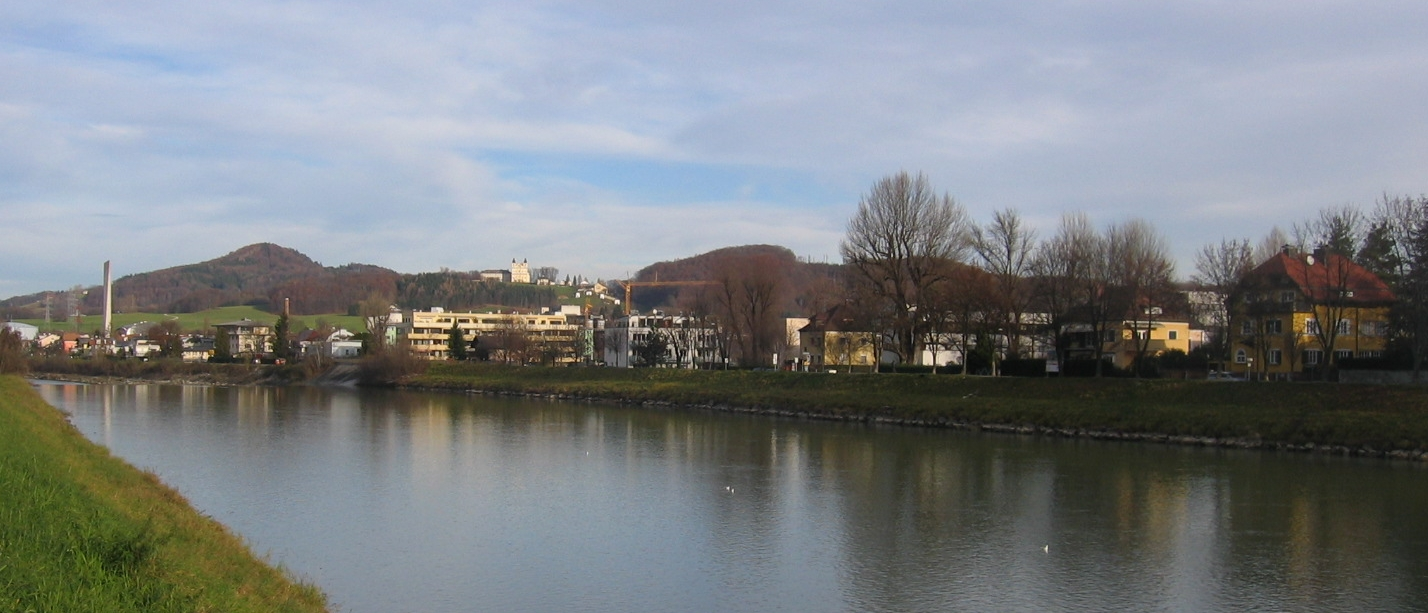
Rechtes Salzachufer mit Itzling und Maria Plain

Durch den Bau und Betrieb der neuen Bahnlinien nahm Itzling in kurzer Zeit einen gewaltigen Aufschwung und wurde zum Eisenbahnerort bzw. Arbeiterort. 1868 hatte Itzling 400 Einwohner, 1910 waren es bereits zehnmal so viele (3980 Einwohner). 1903 erst wurde die heutige Pfarrkirche (seit 1912 eigene Pfarre) zum heiligen Antonius von Padua eingeweiht. Der stadtnahe Teil von Itzling wurde 1935, der restliche, größere Teil 1939 eingemeindet. Der durch die Eingemeindung 1939 ebenfalls zur Stadt Salzburg gekommene und an Itzling grenzende Plainberg mit der Wallfahrtskirche Maria Plain wurde 1950 im Zuge eines Gebietstausches mit der Ursprungsgemeinde Bergheim bei Salzburg gegen einen schmalen Gebietsstreifen rechts der Salzach bis zum neuen Schlachthof wieder ausgemeindet. Dieser eingetauschte Teil mit der Schlachthofsiedlung wird heute als Itzling-Nord bezeichnet.

### Itzling heute

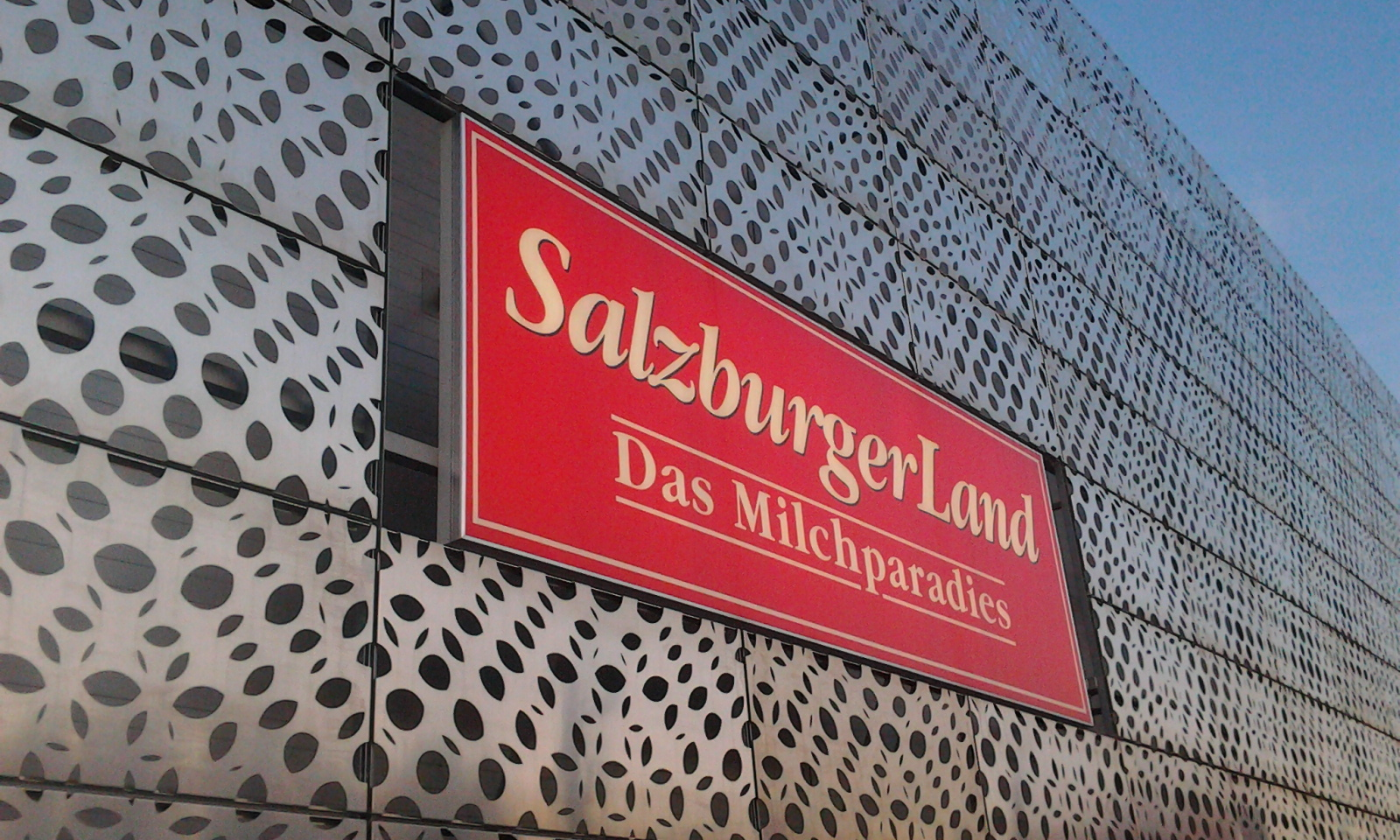
Fassade der „Alpenmilch Salzburg“ mit bis 2013 verwendetem Produkt-Logo

Heute ist Itzling ein in weiten Bereichen dicht verbautes Wohngebiet und entlang der Schiller- und Raiffeisenstraße mit den parallel dazu verlaufenden Gleisen der Lokalbahn ein pulsierendes Gewerbegebiet. Dort befinden sich große Betriebe, vor allem der Salzburger Milchhof und das Getreidesilo des Raiffeisenverbandes an der Itzlinger Hauptstraße. Hier befindet sich aber auch das „Techno-Z“, ein Zentrum für Firmen im High-Tech-Bereich sowie Forschungs- und Ausbildungseinrichtungen.
Im Herbst 2006 wurde mit dem radikalen Umbauprojekt Raiffeisenstraße/Schillerstraße begonnen und sämtliche bahnseitigen Häuser der Schillerstraße abgerissen. In einem Großbauprojekt wurden die Schillerstraße und die OMV-Tankstelle an die Bahn verlegt, um so Erweiterungsbauten des Salzburger Milchhofes, der wegen einer dringenden Expansion eine Abwanderung erwog, zu ermöglichen. Im Zuge dessen entstand auch mehr Platz für das Techno-Z. Die neu errichtete, parallel zur Lokalbahn liegende Rosa-Kerschbaumer-Straße erinnert an die erste in Österreich praktizierende Ärztin Rosa Kerschbaumer-Putjata (1851–1923).
Das Techno-Z und die Science City
Der Stadtteil Itzling hat sich seit 1980 zu einem bedeutenden Schul- und Bildungsstandort entwickelt (Berufsschulen, musisches Gymnasium, Höhere Technische Bundeslehranstalt, Techno-Z/Universität).

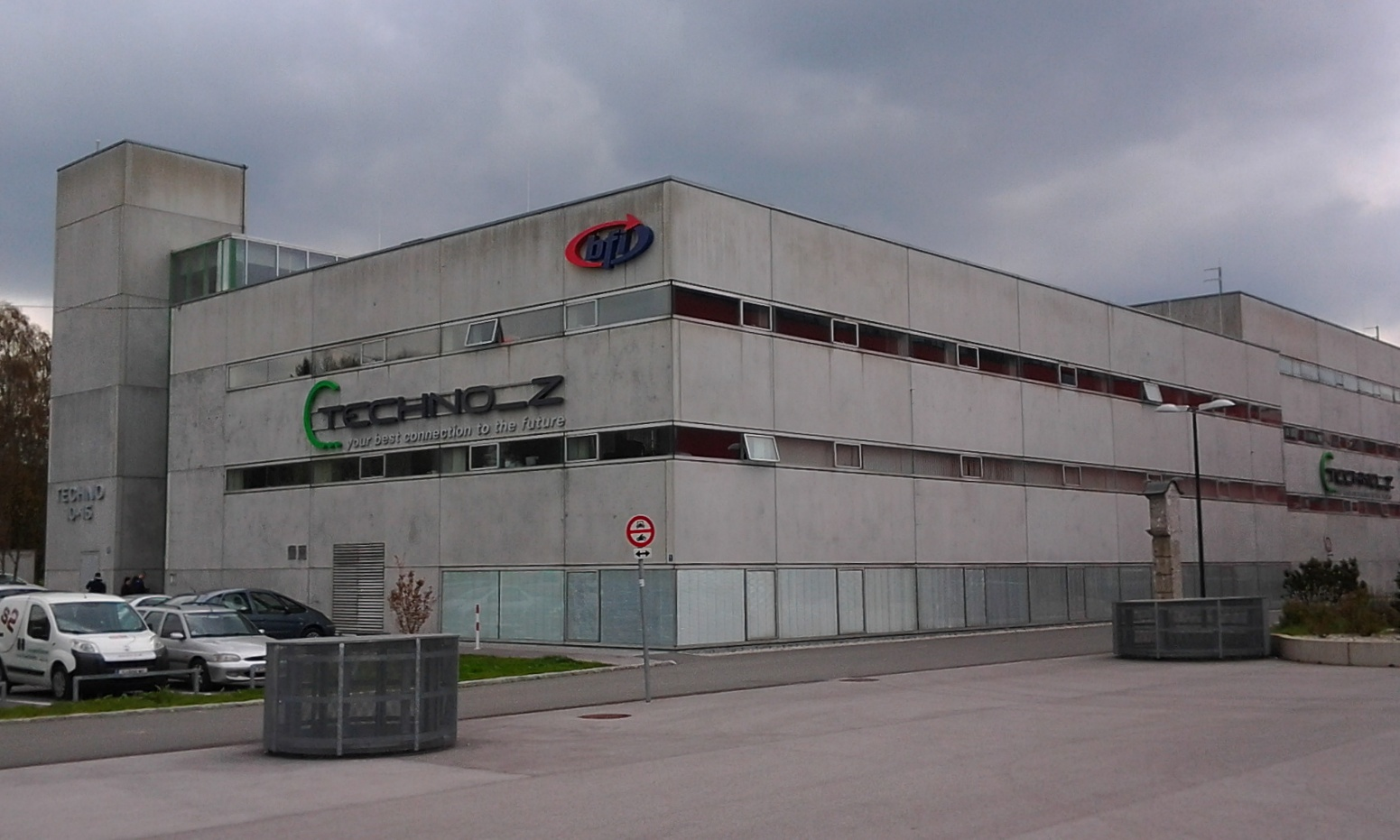
Ein Teil des Techno-Z

Das Techno-Z wurde im Jahr 1988 gegründet mit dem Ziel Forschung, Ausbildung und Vernetzung zu fördern. Neben verschiedenen Firmen siedelten sich nach und nach öffentliche Einrichtungen wie die Landesforschungsgesellschaft Salzburg Research, die Fachbereiche Artificial Intelligence and Human Interfaces, Informatik und Geoinformatik der Fakultät für Digitale und Analytische Wissenschaften der Universität Salzburg und die Österreichische Domainverwaltung (Nic.at) dort an. Von 1995 bis zum Umzug nach Puch/Urstein im Jahr 2005 war auch die Fachhochschule Salzburg dort beheimatet. Im Jahr 2005 übernahm das Berufsförderungsinstitut (BfI) das Gebäude der Fachhochschule.
Benachbart zum Techno-Z ist auch die Höhere Technische Bundeslehr- und Versuchsanstalt Salzburg angesiedelt.
Im Jahr 2002 beschloss die Stadt Salzburg die Errichtung einer Science City als Standort für Ausbildung, Forschung und Entwicklung. In diesem Rahmen wurde parallel zur neu angelegten Rosa Kerschbaumer Straße das Gebäude IQ - Internationales Quartier errichtet und im Jahr 2008 fertiggestellt. Dorthin übersiedelten mehrere Firmen und öffentliche Einrichtungen wie das Studio iSPACE der Research Studios Austria Forschungsgesellschaft und das Salzburger Institut für Raumordnung & Wohnen – SIR. Mit März 2017 wurde das Laborgebäude für den Fachbereich Chemie und Physik der Materialien eröffnet und in Betrieb genommen werden.
Im Bereich der Science City gibt es infrastrukturelle Einrichtungen wie Lokale, Wohnungen für Studierende und Forscher, ein Jugendzentrum, eine Krabbelstube und die Polizei Itzling.

## Itzling und seine Teile

### Itzling Mitte mit dem Itzlinger Kirchenviertel

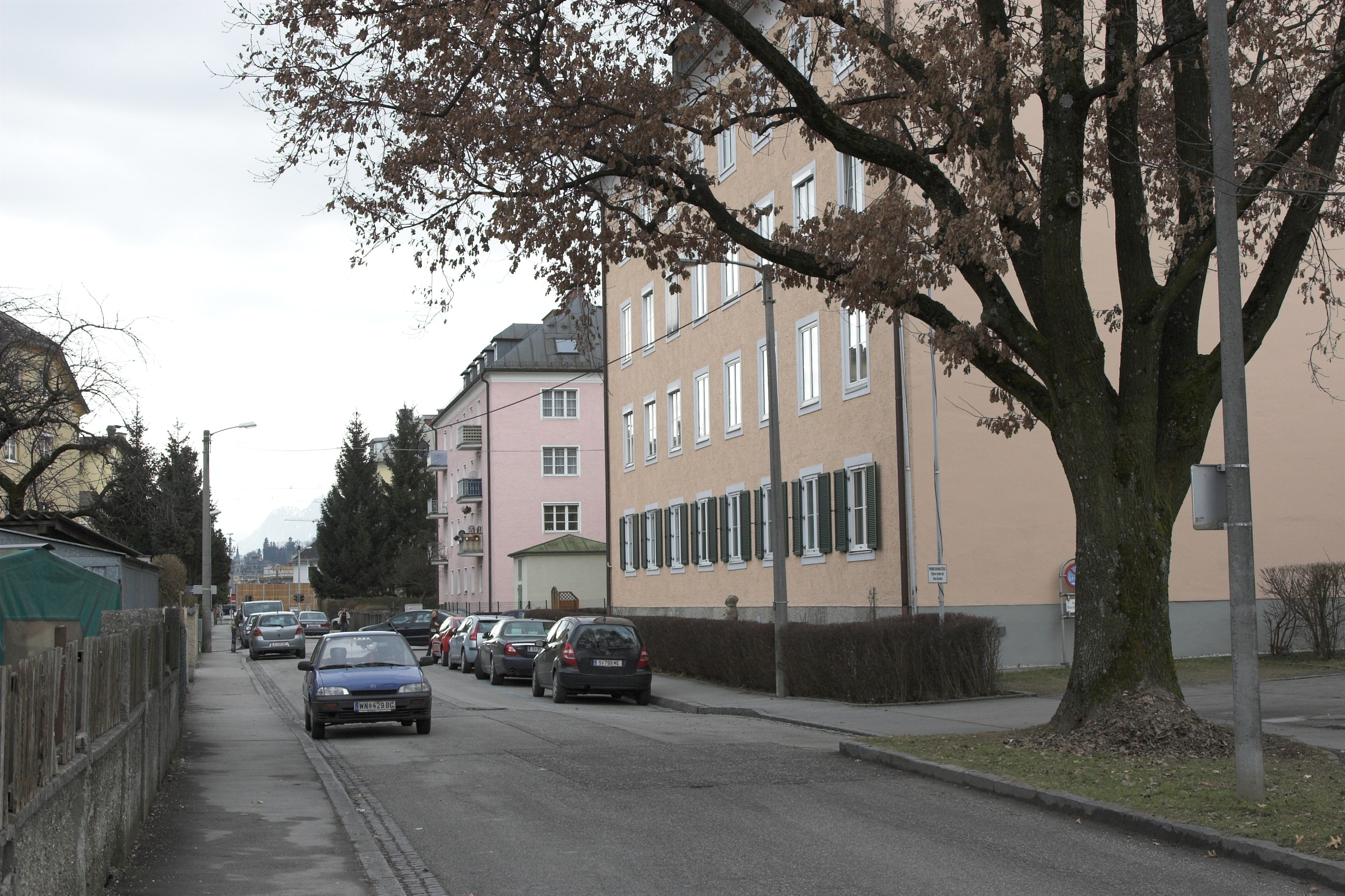
Itzling Mitte – Ischlerbahnstraße

Die heutige städtisch geprägte Kirchsiedlung entstand aus einem alten Bauerndorf bereits um 1900 und entwickelte sich in der Zwischenkriegszeit noch in der alten selbstständigen Gemeinde Gnigl-Itzling zu einem geschlossenen Siedlungsraum beiderseits der Itzlinger Hauptstraße. Es gab zudem größere Siedlungskerne südlich der heutigen Höheren Technischen Bundeslehranstalt und im Nordosten zwischen dem Alterbach im Norden und der Westbahn im Osten.
Im Zuge der weiteren Bebauung nach dem Zweiten Weltkrieg wurden schrittweise die Wiesen und Felder zwischen der Itzlinger Hauptstraße und der Lokalbahnlinie sowie die Freiflächen zwischen der Itzlinger Hauptstraße und der heutigen Ischlerbahnstraße verbaut.

### Itzling West

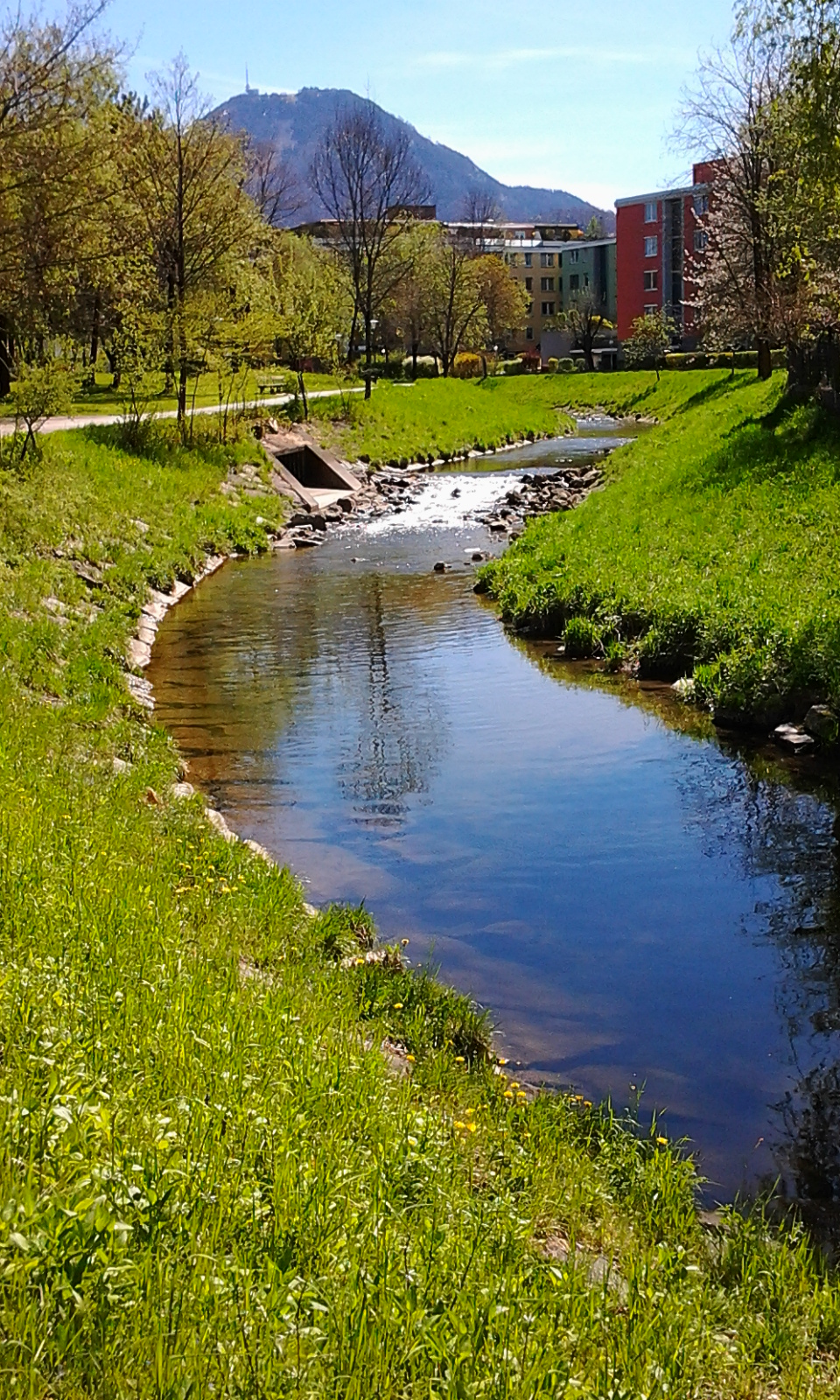
Der Alterbach am Rande der Goethesiedlung

- Die Austraßensiedlung

Der Name der Siedlung erinnert an den schmalen Auwaldstreifen, der sich nach der Regulierung der Salzach westlich der Itzlinger Hauptstraße bildete. Die Verbauung dieses Austreifens erfolgter beiderseits der Austraße bereits in den Jahren 1926–1928. Ein wesentlicher Teil dieser Siedlung wurde darauf in der Zeit des Zweiten Weltkrieges in den Jahren 1939 bis 1945 verbaut. Die heute weitgehend geschlossene und durchgehende Verbauung der noch unbebauten Siedlungsteile erfolgte vor allem in der Zeit zwischen 1960 und 1980. Heute ist in diesen Siedlungsraum auch ein Sportplatz integriert.
- Die Wasserfeldsiedlung

Diese Siedlung mit der zentralen Wasserfeldstraße erinnert an das nächstgelegene frühere Wasserfeld, das direkt am Ufer der unregulierten Salzach gelegen war. Der Raum der heutigen Siedlung war vor der Salzachregulierung Teil des Flussbettes der Salzach und danach noch längere Zeit im Hochwasserabflussbereich dieses Flusses. Das wohl älteste Haus (Wasserfeldstraße 22) wurde erst in der Zeit des Zweiten Weltkrieges errichtet. Fast alle übrigen Wohnobjekte wurden in der Nachkriegszeit in der Zeit zwischen 1960 und 1980 gebaut. An den Siedlungswohnbau schließt nördlich das Gelände des Fernheizwerks Nord der Salzburg AG an.
- Die Goethesiedlung

Die Goethesiedlung, benannt nach der zuerst weitestgehend unbebauten Goethestraße, wurde in den Jahren nach 1970 als damals größtes Wohnbauvorhaben in der Stadt errichtet. Die Siedlung zählt zu den dichtest verbauten Wohnsiedlungen der Stadt Salzburg: Auf etwa 13 ha leben hier 2500 Bewohner.
- Die Grabenbauernsiedlung

Die Grabenbauernsiedlung am rechten Ufer des Alterbachs liegt bereits in der Katastralgemeinde Bergheim II. Sie entwickelte sich aus einzelstehenden Häusern, etwa dem Schachermayerhaus (Grabenbauernweg 1, gebaut um 1900) sowie etlichen Häusern der Zwischenkriegszeit. Nach dem Zweiten Weltkrieg wuchs die Siedlung entlang des Grabenbauernweges weiter nach Osten. Auch der Siedlungsteil am Gaglhamerweg stammt im Wesentlichen aus dieser Zeit.

### Itzling Ost („Gleisdreieck“, Ziegeleisiedlung)
Dieser Siedlungsraum wurde nach dem Bau der Bahnlinie bald auch östliches Itzling oder „Drüberes Itzling“ („Drenteres Itzling“ – jenseits der Westbahn gelegen) genannt. Der Bereich um die Ziegeleistraße und die Landstraße ist vor allem im Süden wesentlich durch Gewerbebauten geprägt. Die Rettenlackstraße erinnert an den früheren Namen des dortigen Landschaftsraumes am Fuße des Plainberges "Rettenlack" mit dem gleichnamigen Bauerngut, einst leicht erhöht über der nassen Talniederung gelegen. Hier entwickelte sich im 19. Jahrhundert eine große Ziegelei, wo der durch Abbau von unter dem Torf gewonnene Lehm gebrannt wurde.
Siedlung Grüner Wald
Nur ganz im Norden findet sich nördlich von Landstraße und Samstraße (an Maxstraße und Negrellistraße) ein Kern an kleinen Wohnbauten, der im Westteil in der Zwischenkriegszeit – im Ostteil nach dem Zweiten Weltkrieg – durch Rodung von Wald unweit des einstigen Gasthofes „Grüner Wald“ entstanden ist und häufig „Siedlung Grüner Wald“ genannt wird. Der Name Maxstraße erinnert dabei an den ehemaligen Obmann der Salzburger Siedlungsgenossenschaft, welche den älteren Siedlungsteil anlegen ließ.

## Kultur und Sehenswürdigkeiten

### Die Pfarrkirche Itzling zum heiligen Antonius

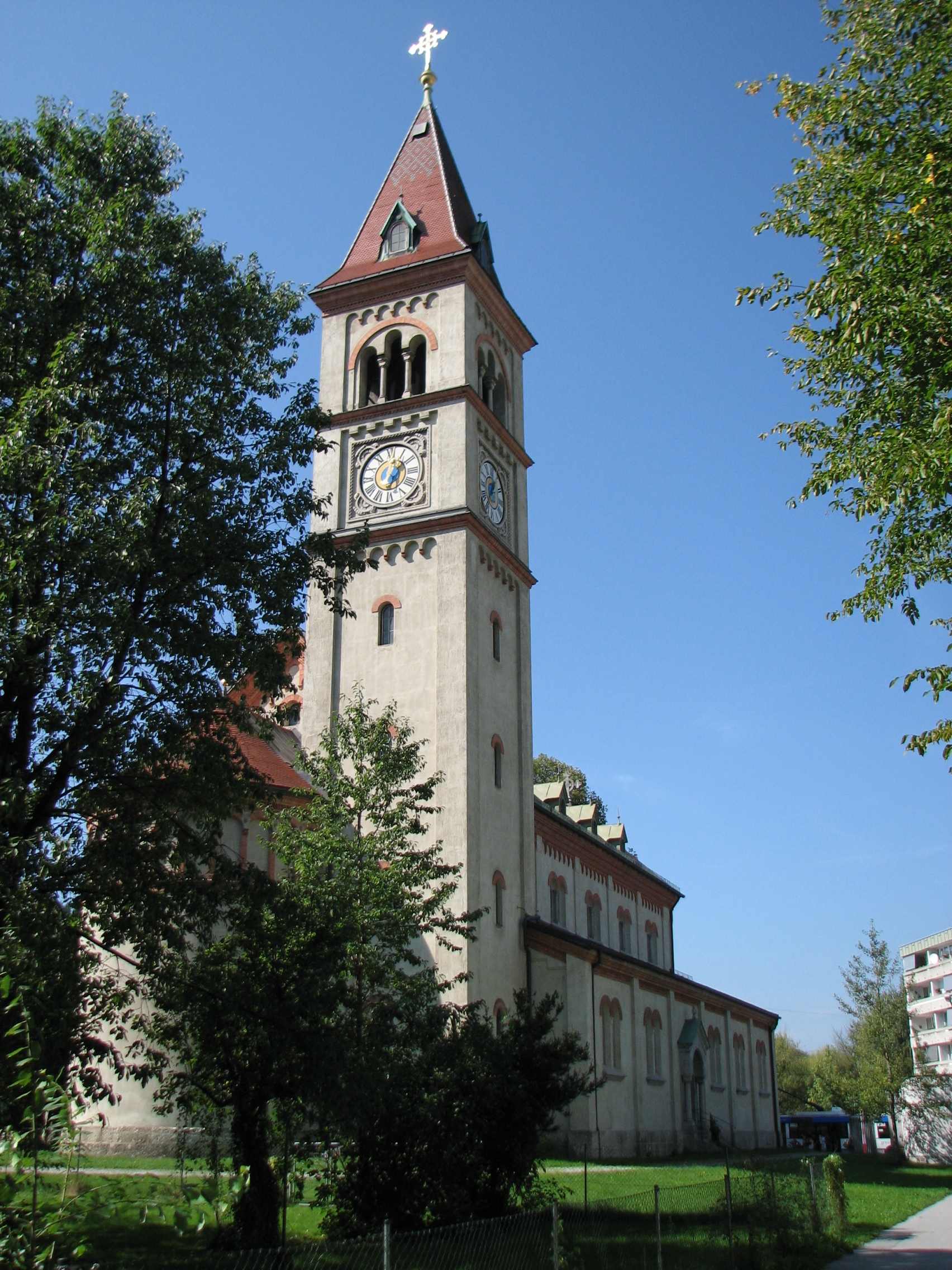
Pfarrkirche Itzling

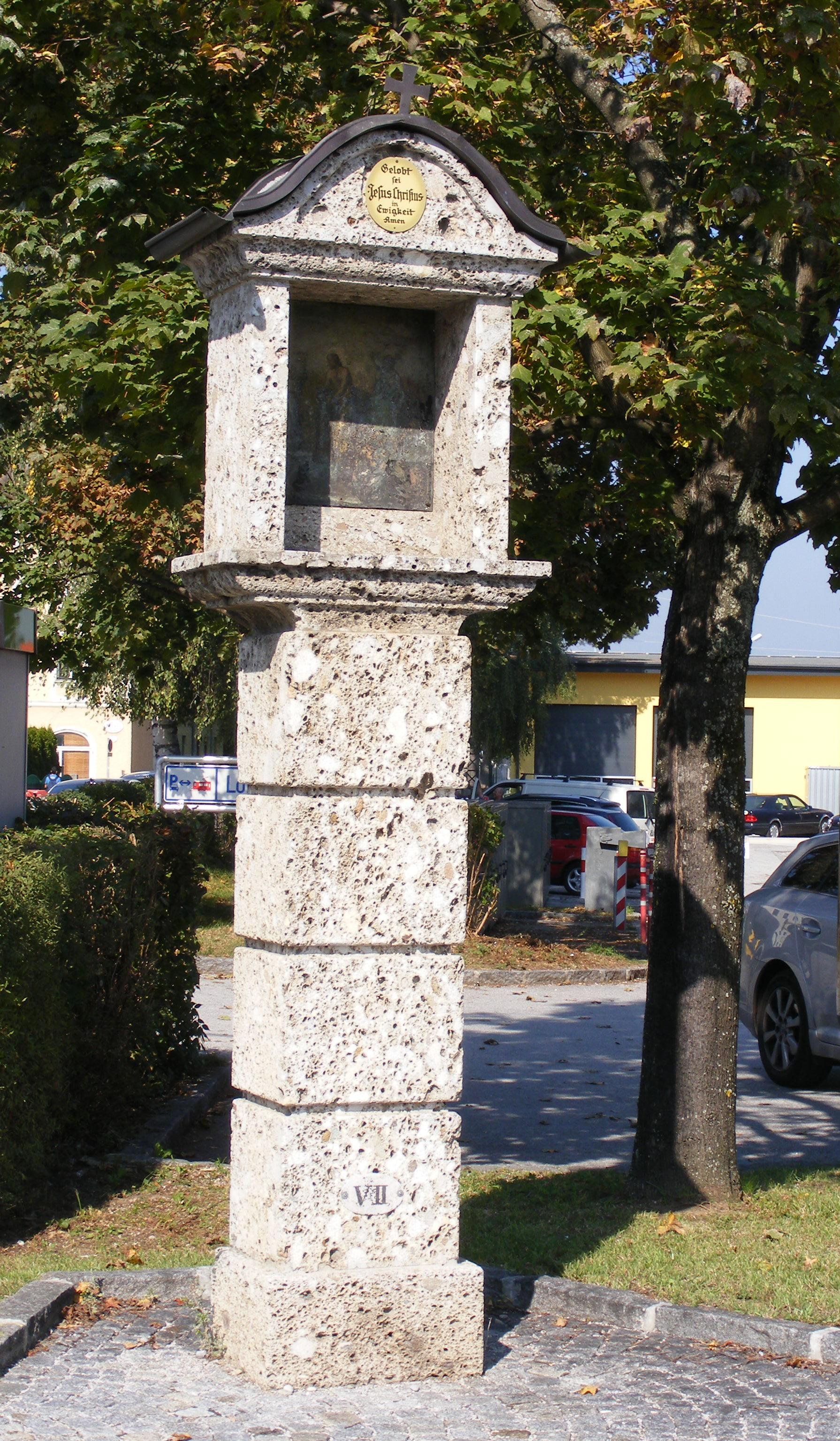
Bildstock VII des alten Wallfahrtswegs

Der Bau der St.-Antonius-Kirche wurde 1901 begonnen, nachdem durch den großen Zuzug die Bewohner der vielen Neubauten wiederholt nach einem kirchlichen Zentrum verlangt hatten. Finanziert wurde der Kirchenbau durch großzügige Spenden von Kaiser Franz-Joseph, Erzbischof Johannes Baptist Katschthaler und dem Salzburger Rupertusverein. Für die Planung und Ausführung der im historisierenden Stil einer romanischen Basilika mit doppelbogigen Fenstern und einem hohen Mittelschiff mit hölzerner Kassettendecke errichteten Kirche zeigten sich Jakob Ceconi als Baumeister und Karl Pirich als Architekten verantwortlich.
Der Platz abseits der lauten Itzlinger Hauptstraße und nächst dem heutigen Veronaplatz schien für den Kirchenbau ideal. Nach ihrer Fertigstellung im Jahr 1903 wurde die Kirche im Rahmen eines großen Gemeindefestes am 11. Oktober 1903 von Erzbischof Katschthaler dem heiligen Antonius von Padua geweiht. Seit 1912 ist die Kirche eine eigene Pfarrkirche.

### Geheimnissäulen
Durch Itzling führt ein historischer Pilgerweg zur Wallfahrtsbasilika Maria Plain auf dem Plainberg. Es handelt sich dabei um eine im Jahr 1705 angelegte Reihe von 15 Bildstöcken, die auf Öltafeln die Rosenkranzgeheimnisse darstellen. Sie wurden beginnend im heutigen Stadtteil Elisabeth-Vorstadt entlang eines Wallfahrtsweges aufgestellt, der möglicherweise in der jetzigen Gemeinde Wals-Siezenheim seinen Ausgang nahm. Von den sogenannten Geheimnissäulen I–XV stehen in Itzling am westlichen Rand des Stadtteils zwischen der Plainstraße und der Stadtgrenze zu Bergheim auf dem Anstieg auf den Plainberg die Bildstöcke VI bis X.

## Natur

### Das Itzlinger Moos
Bis ins frühe 17. Jahrhundert blieben die weiten Moorflächen, die sich rechts der Salzach ausdehnten, weitgehend unberührt. Im Raum südlich und nördlich des historischen kleinen Ortskerns von Itzling verzahnten sich Auwald und das Moor (hier Schallmoos genannt), ineinander. Die Moorflächen waren dabei mit dem randlichen Gnigler Moor verbunden. Durch den Alterbach getrennt breitete sich östlich desselben das Langmoos mit dem Nussdorfer Moos aus. Zwischen Plainberg und Hallwang-Berg (heute Berg-Sam) verband des Kasernmoos die Moorlandschaft mit dem Flachmoor an der Fischach. Unweit davon lag das kleine Radeckermoos. Im Süden bildete das Parscher Moor eine vorgeschobene Zunge.
Paris Lodron errichtete dann mit Hilfe der hier zahlreichen stationierten Soldaten den Fürstenweg (heute Vogelweiderstraße genannt) als zentrale Entwässerungsachse (vgl. die Achse der Moosstraße quer durch Leopoldskroner Moos im Süden von Salzburg), um die sich allmählich einzelne Herrenhöfe ansiedelten. Einen weiteren Entwässerungsgraben bildete der vermutlich ebenfalls während des Dreißigjährigen Krieges angelegte Lämmerbach (auch Lämmererbach genannt). Am Rand dieses Entwässerungsgrabens wurde vor 1648 der Robinighof errichtet. Erst allmählich wuchs am Rande des schrittweise immer weiter kultivierten Moores dann die kleine Ortschaft Gnigl. Ein letzter erhaltener Rest der weiten Landschaft des Itzlinger Mooses ist das Samer Mösl.
Weitere naturnahe Reste des einstigen großräumigen Itzlinger Moores sind heute im Raum Itzling nicht mehr erhalten, das Gebiet ist weitestgehend verbaut. Größere Freiflächen finden sich nur in jenen Bereichen des alten Gemeindegebietes, die heute zum Stadtteil Schallmoos zählen und als Parks erhalten sind, etwa um das Rokokoschloss Robinighof oder dem Baron-Schwarz-Park (der an den maßgeblichen Erbauer der Westbahn und dessen Villa erinnert).

### Die Itzlinger Au

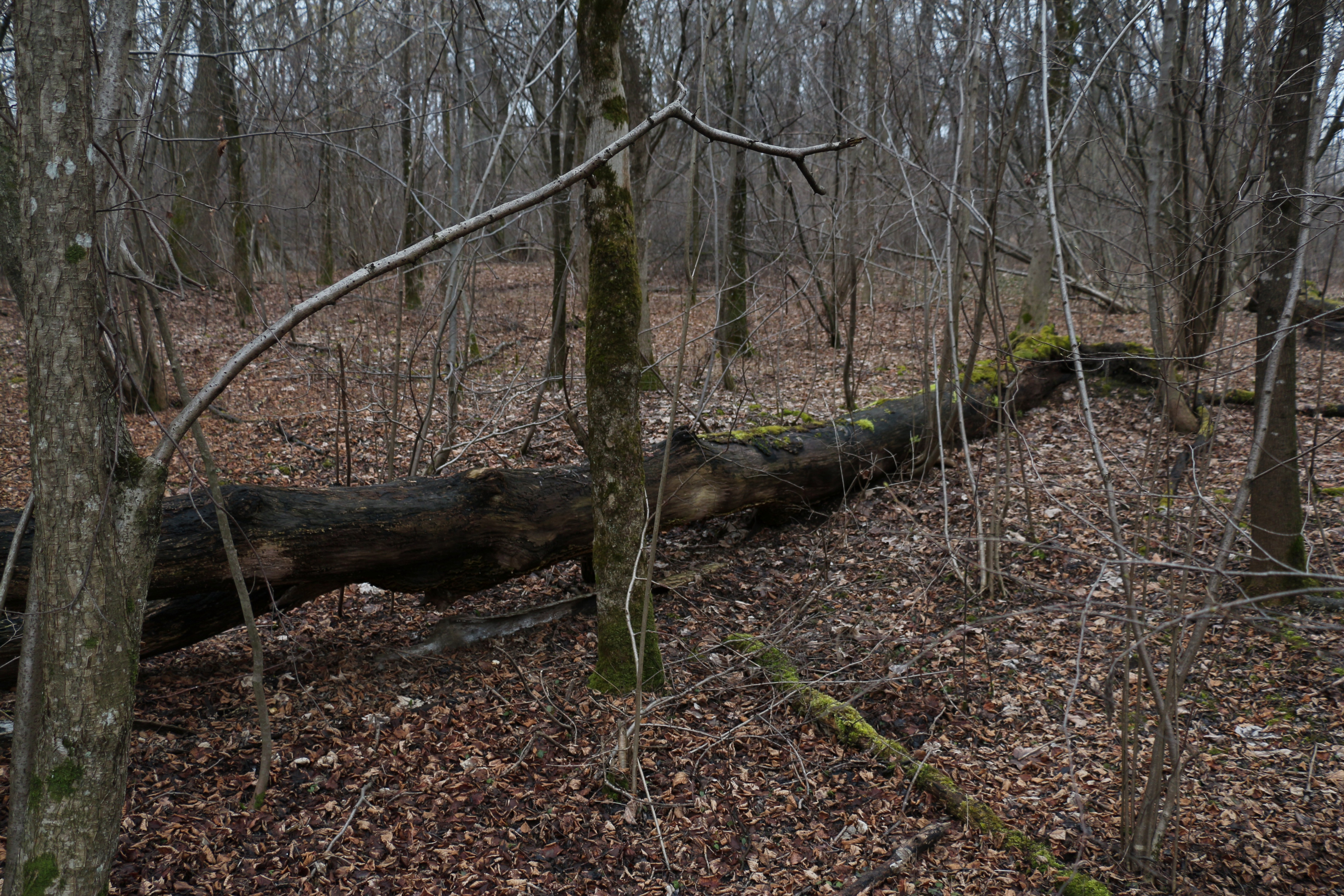
In der Itzlinger Au im Februar

Zur alten Gemeinde Itzling zählte auch die breite Itzlinger Au, die bereits am linken Salzachufer liegt, da meist als Grenze für eine Gemeinde früher nicht die kaum kartographisch vermessbare Flussmitte gewählt wurde, sondern die Grenze in den Auwald am rechten oder linken Flussufer hinein verlegt wurde. An die Itzlinger Au schloss dabei nördlich die Lieferinger Au und die Bergheimer Au an und südlich die Lehenau. In der heutigen Katastralgemeinde Itzling liegt heute folgerichtig auch das wirtschaftlich sehr bedeutende Ausstellungszentrum (Messezentrum Salzburg).
Die Bezeichnung Itzlinger Au wurde im Zuge einer Unterschutzstellung vor einigen Jahren in Erinnerung an frühere Gegebenheiten wiederbelebt. Darunter ist nun ein kleinräumiger Auwaldrest vor dem Messezentrum zu verstehen, der ein wertvoller Reliktstandort für Vögel, Fledermäuse und vor allem holzbewohnende Käfer ist und samt seinen heute sehr seltenen Schwarz-Pappeln als Geschützter Landschaftsteil unter Schutz gestellt wurde.

## Verkehr

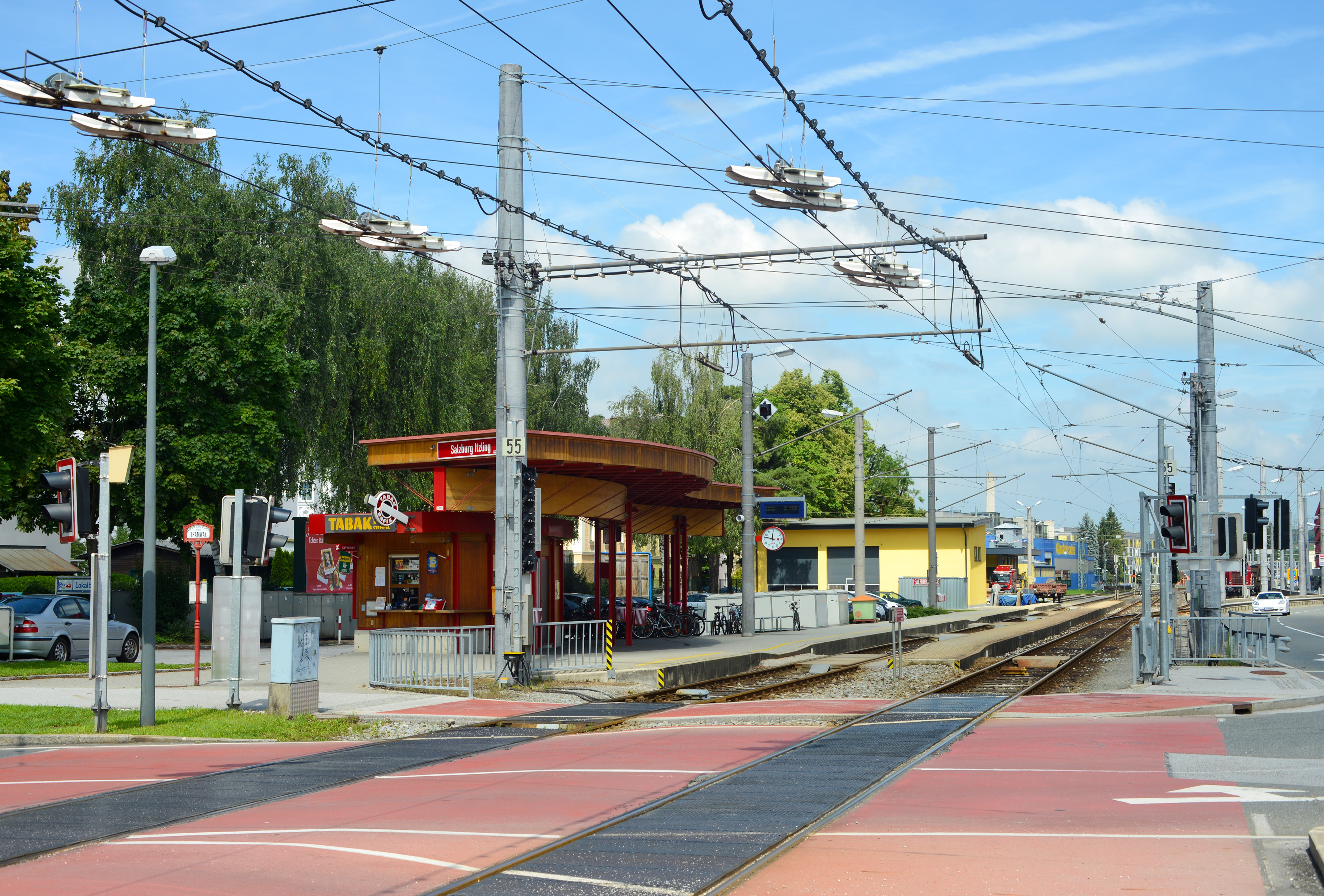
Lokalbahnhaltestelle Salzburg Itzling

Durch öffentliche Verkehrsmittel erschlossen ist der Stadtteil mit den Obuslinien 3 (Pflanzmann) und 6 (Itzling West, Goethesiedlung) sowie der von Albus Salzburg betriebenen Buslinie 23 nach Gnigl, alle vom Hauptbahnhof kommend. Ebenfalls vom Hauptbahnhof aus erreicht man Teile des Stadtgebiets mittels der Lokalbahn mit den Haltestellen Salzburg-Itzling und Maria Plain – Plainbrücke. Für den Eisenbahn-Güterverkehr von Bedeutung ist die Bahnstrecke Salzburg Hbf–Salzburg Itzling, welche den Hauptbahnhof mit der Lokalbahnstrecke verbindet.
Im Individualverkehr gilt als Hauptverkehrsstraße die Itzlinger Hauptstraße, welche in ihrem letzten Abschnitt an die Rosa-Kerschbamer-Straße anschließt und zusammen mit dieser als nördliche Ausfallstraße von Salzburg fungiert. An der Stadtteilgrenze zu Itzling Nord existiert im Westen seit 2016 mit Bergheim West eine Abfahrt von der Westautobahn (A1) (Halbanschluss Fahrtrichtung Wien) sowie im Osten an der Stadtteilgrenze zu Kasern mit Salzburg Nord ein Vollanschluss an die Autobahn.

## Persönlichkeiten
- Maria Brandstätter (* 1887; † 1941 in Hartheim), geb. in Faistenau (Mitterramsau), Volksschullehrerin in Itzling,[4] im Rahmen der Aktion T4 getötet
- Pater Paulus Wörndl (* 1894 in Itzling (damalige Gemeinde Gnigl-Itzling); † 1944 in Brandenburg an der Havel), Stadtpfarrer der Linzer Karmelitenpfarre; auf Grund seines Briefwechsels mit einem Angehörigen einer österreichisch-norwegischen Widerstandsorganisation durch die Nationalsozialisten zum Tode verurteilt und im Zuchthaus Brandenburg enthauptet
- Anton Reindl (* 1903 in Itzling; † 1943 in der JVA München-Stadelheim), österreichischer Widerstandskämpfer (KPÖ)
- Franz Ofner (* 1921 in Itzling; † 1943 in der JVA München-Stadelheim), österreichischer Widerstandskämpfer (KPÖ)
- Wilhelm Holzbauer (* 1930 in Itzling; † 2019 in Wien), österreichischer Architekt;[5] wuchs im Elisenhof auf
- Richard Gach (* 31. Oktober 1930 in Itzling (damalige Gemeinde Gnigl-Itzling); † 25. Dezember 1991 in Gars am Kamp), österreichischer Architekt, Zeichner und Aquarellist
- Alexander Briedl (* 21. April 2002 in Itzling) österreichischer Profifußballer